# 生命環境科学部
生命環境科学部（せいめいかんきょうかがくぶ）は、大学の学部の一つ。

## 生命環境科学部を持つ日本の大学
- 筑波大学（生命環境学群）
- 弘前大学（農学生命科学部）
- 山梨大学（生命環境学部が2012年から）
- 大阪府立大学（2012年から学域に）
- 京都府立大学（生命環境学部）
- 県立広島大学（生命環境学部）
- 麻布大学（生命・環境科学部）
- 帝京科学大学（生命環境学部）
- 関西学院大学（生命環境学部）
- 神戸女学院大学（生命環境学部が2025年から）

## 生命環境科学を学べる日本の大学
- 大阪工業大学（工学部環境工学科生命環境学研究室）